# Universitätsarchiv Regensburg
Das Universitätsarchiv Regensburg (Eigenname: UAR) ist eine zentrale Einrichtung der Universität Regensburg. Als öffentliches Archiv dient es der Forschung und Lehre an der Universität, ihrer Selbstverwaltung und Rechtssicherung.

## Aufgaben und Geschichte
Die zentrale Aufgabe des Universitätsarchivs ist es, die bei der Verwaltung für den laufenden Dienstbetrieb entbehrlichen, jedoch archivwürdigen Unterlagen zu archivieren. Die Archivierung umfasst verschiedene Bereiche. Grundlage ist das Bayerische Archivgesetz, das den Universitäten des Landes die Einrichtung von Archiven als Aufgabe der Selbstverwaltung zuweist. Der Senat der Universität Regensburg hat dazu am 8. Juli 2004 die Satzung des Universitätsarchivs Regensburg beschlossen. Darin werden alle zur Universität gehörigen Einrichtungen, Fakultäten, Institute, Lehrstühle und Angehörigen dazu verpflichtet, ihre nicht mehr benötigten Alt-Unterlagen dem Universitätsarchiv zur Übernahme anzubieten.
Leiter des Archiv ist Universitätsarchivar Andreas Becker.

## Bestände
Das Universitätsarchiv Regensburg hat verschiedene Bestände.
Vorgängereinrichtungen der Universität Regensburg
- Philosophisch-Theologische Hochschule Regensburg (1816–1968)[2]
- Philosophisch-Theologische Hochschule Regensburg, Matrikel nach 1945 (1945–1968)
- Pädagogische Hochschule Regensburg der LMU München (1959–1972)
- Lehrerbildungsanstalt Amberg (1945–1958)
- Lehrerbildungsanstalt Straubing (1945–1958)

Universität Regensburg
- Zentralregistratur (1967–2010)
- Personalakten (ca. 1850–2012)
- Prüfungsakten (ca. 1970–2012)
- Studierendenakten (ca. 1970–2012)

Privatarchive und Nachlässe
Gegenwärtig besitzt das Universitätsarchiv Regensburg etwa 40 Privatarchive und Nachlässe. Zu den bedeutendsten Beständen zählt der Nachlass von Imre Tóth. Er enthält umfangreiche Korrespondenzen mit zahlreichen Wissenschaftlerinnen und Wissenschaftlern aus aller Welt und einigen Originalmanuskripten aus der Frühzeit seines Schaffens. Daneben haben zahlreiche andere Professorinnen und Professoren persönliche und dienstliche Unterlagen dem Universitätsarchiv übergeben, darunter Albrecht P. Luttenberger, Ulrich Gottfried Leinsle, Hans-Peter Bungert und Bernhard Gajek.
Sammlungen
- Audiovisuelle Sammlung
- Ausweissammlung
- Dokumentensammlung
- Druckschriftensammlung
- Fotosammlung
- Plakatsammlung[3]
- Philateliesammlung
- Presseausschnittsammlung
- Sammlung Prüfungsarbeiten
- Rektorengeschenkesammlung
- Sammlung Technische Geräte

Handbibliothek
Das Universitätsarchiv Regensburg besitzt eine kleine Handbibliothek mit etwa 1800 Büchern. Diese Bücher entstammen entweder den Beständen (z. B. aus Nachlässen), behandeln universitäts- und wissenschaftsgeschichtliche Themen oder beinhalten Beiträge zur Geschichte der Universität Regensburg.